# The Thomas Crown Affair (1999)
The Thomas Crown Affair é um filme de espionagem e crime estadunidense de 1999 dirigido por John McTiernan. Trata-se de uma refilmagem do filme homônimo de 1968 estrelado por Steve McQueen. O filme foi bem recebido pela crítica especializada e pelo público em geral, tendo arrecadado mais de 120 milhões de dólares em bilheterias no mundo.

## Elenco
- Pierce Brosnan como Thomas Crown, bilionário e amante de Catherine.
- Rene Russo como Catherine Banning, uma procuradora de seguros e amante de Thomas.
- Denis Leary como Detetive Michael McCann
- Fritz Weaver como John Reynolds
- Frankie Faison como Detetive Paretti
- Ben Gazzara como Andrew Wallace
- Mark Margolis como Heinrich Knutzhorn
- Charles Keating como Friedrich Golchan
- Esther Cañadas como Anna Tyrol Knutzhorn
- Faye Dunaway como Psiquiatra
- Michael Lombard como Bobby McKinley
- Cynthia Darlow como Daria
- Simon Jones como Contador

## Produção

### Desenvolvimento
Primeiramente, o diretor John McTiernan estava indisponível para o projeto por estar dirigindo o drama histórico The 13th Warrior, estrelado por Antonio Banderas. Brosnan e seus produtores consideraram diversos outros cineastas antes de retornar ao projeto original. McTiernan, então, recebeu o roteiro e acrescentou algumas de suas ideias ao projeto.
Após entrar para a produção, McTiernan modificou o tema do roubo central e diversas cenas principais, sentindo que o público contemporâneo compreenderia menos a ideia de que Thomas Crown havia forjado dois assaltos por pura diversas, como McQueen interpretou no filme original, do que realizar um assalto sem estar armado. McTiernan descreveu o assalto baseando-se no tema histórico do Cavalo de Troia, acrescentando uma falha no sistema de segurança da galeria de arte. O diretor também dispensou uma cena de partida de pólo, que integra o filme original, e foi substituída por uma cena de corrida de catamarãs, que Brosnan protagonizou sem dublês.
Há inúmeras referências claras ao filme original de 1968. A mais óbvia referência é a atuação de Faye Dunaway como a psiquiatra de Crown; Dunaway havia interpretado a investigadora Vicki Anderson na versão original. No remake, a canção "The Windmills of Your Mind" é executada durante a cena do baile, como canção-tema do casal protagonista e durante os créditos finais. 

### Filmagens

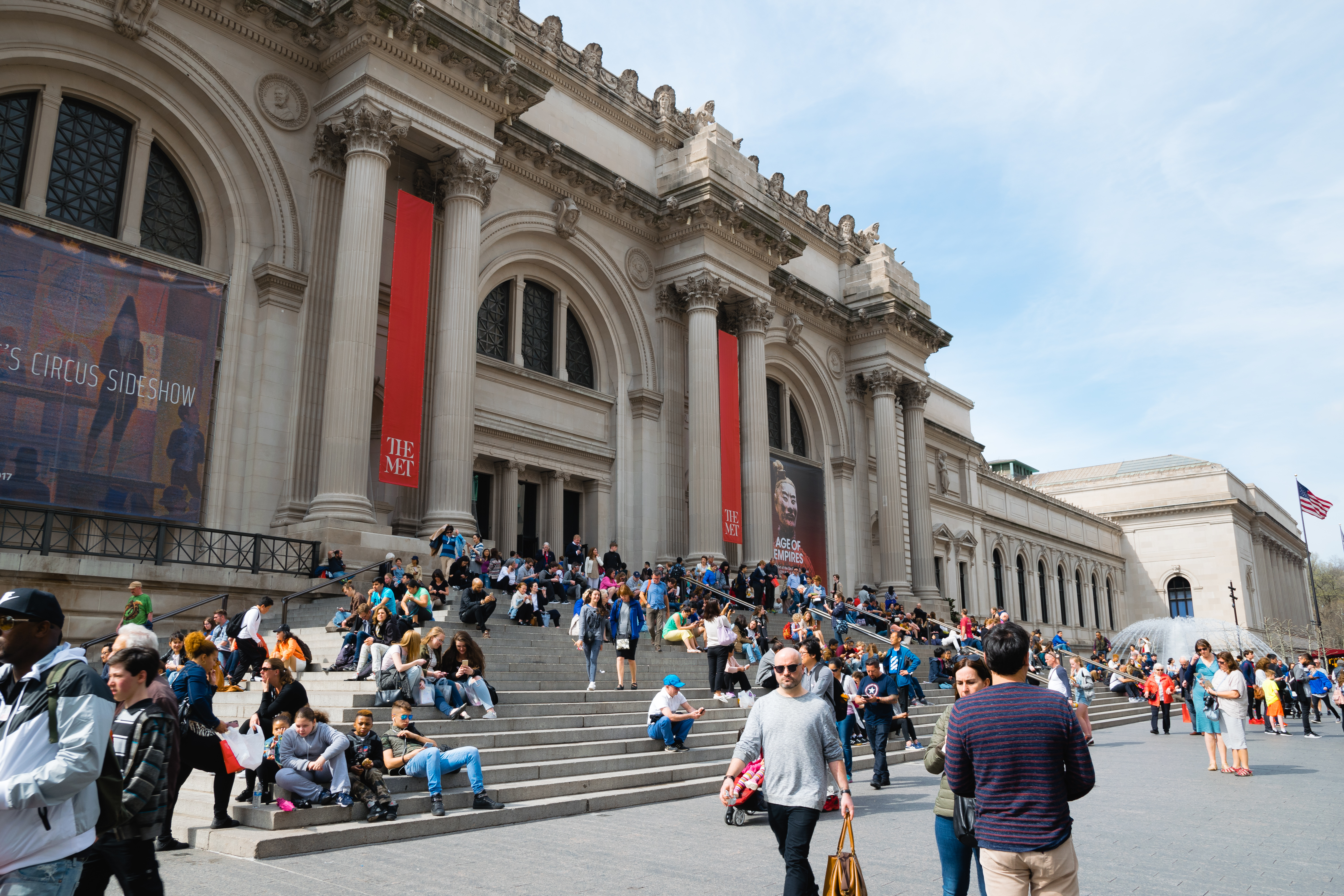
Por não poder filmar no local, a equipe criou um cenário para reproduzir parte do Metropolitan Museum of Art.

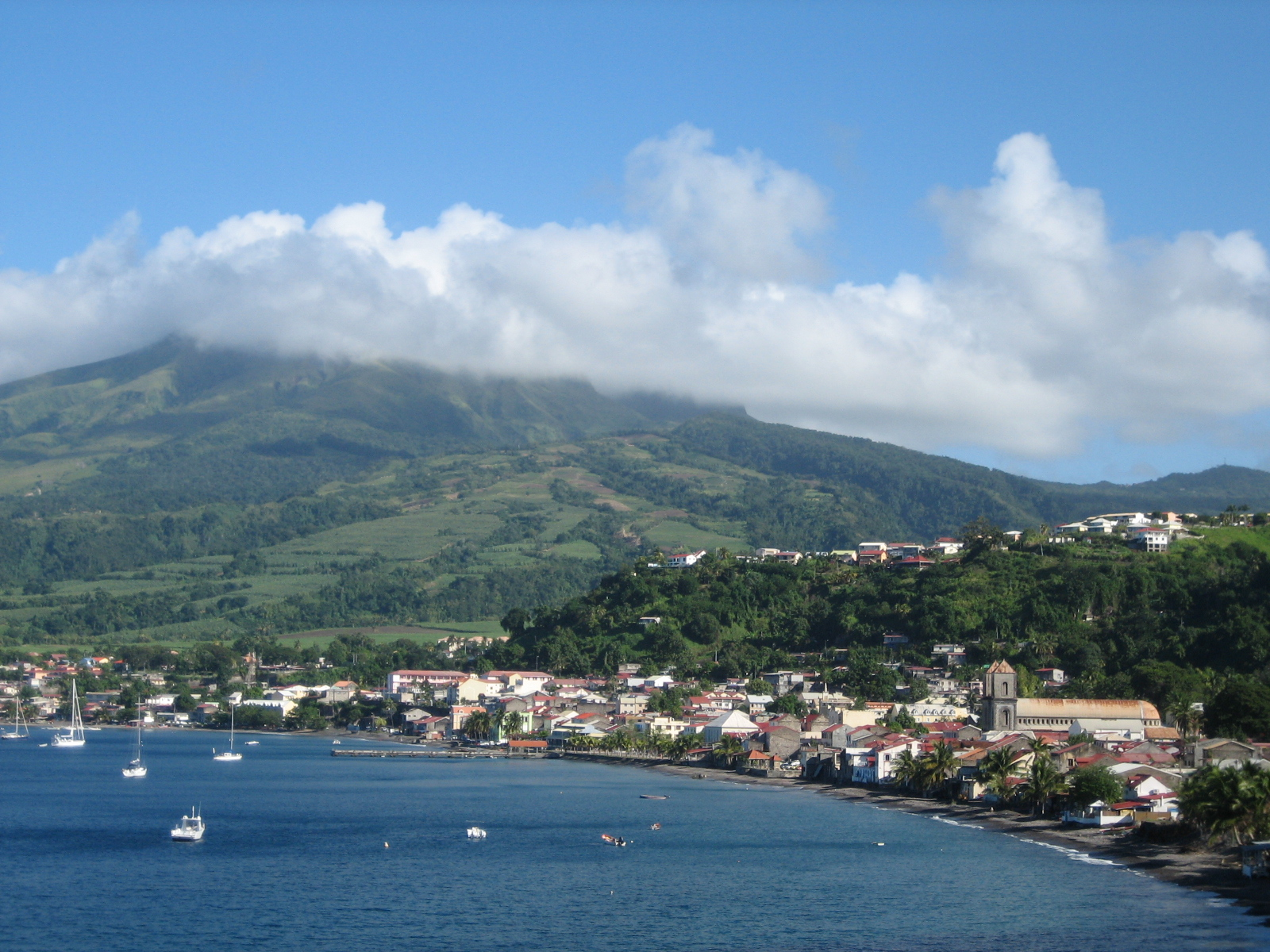
Parte do enredo se passa em Saint-Pierre, Martinica.

As filmagens de Thomas Crown Affair foram realizadas em vários pontos de Manhattan, incluindo o Central Park. A sede corporativa da Lucent Technologies serviu como sede dos escritórios de Crown. Devido à impossibilidade de filmar no interior do Metropolitan Museum of Art, a produção construiu seu próprio "museu" nos estúdios e artistas especializados foram contratados para criar uma aparência realista no cenário. Outra cena foi filmada em um ponto turístico de Nova Iorque: o centro de pesquisas da Biblioteca Pública de Nova Iorque.
As cenas do planador foram filmadas nos aeroportos de Julian, Pensilvânia, e Corning, Nova Iorque. A cena inicial foi filmada no Centro de Planagem de Harris Hill, localizado no National Soaring Museum, em Elmira, Nova Iorque. Thomas L. Knauff, um recordista mundial, proveu as manobras para as sequências de planagem.
Uma série de veículos de McTiernan aparecem na seguinte sequência, assim como sua fazenda. O trator ao fundo da cena em que o planador pousa pertence ao diretor, enquanto o Shelby Mustang verde que Crown dirige em Martinica estava reservado primeiramente para ser usado por Arnold Schwarzenegger em Last Action Hero (1993). O Jeep das cenas seguintes foi produzido especialmente para o filme. A casa utilizada como fachada das operações de Crown pertence a uma família tradicional de Martinica. Diversas cenas foram rodadas na ilha, incluindo o aeroporto de Saint-Pierre. 

### Pinturas
As seguintes pinturas aparecem ao longo do filme:

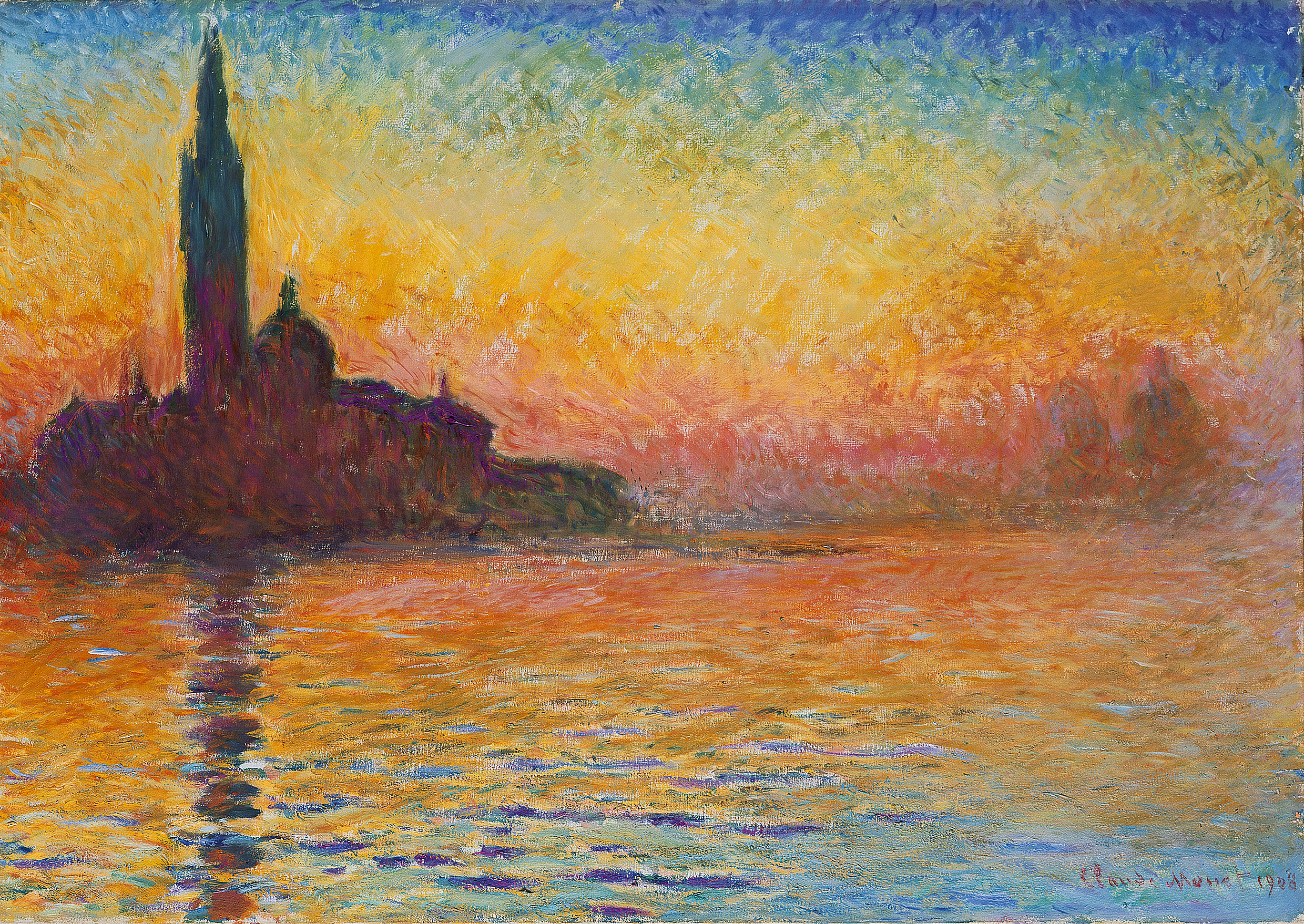
Saint-Georges majeur au crépuscule, por Monet (1912).
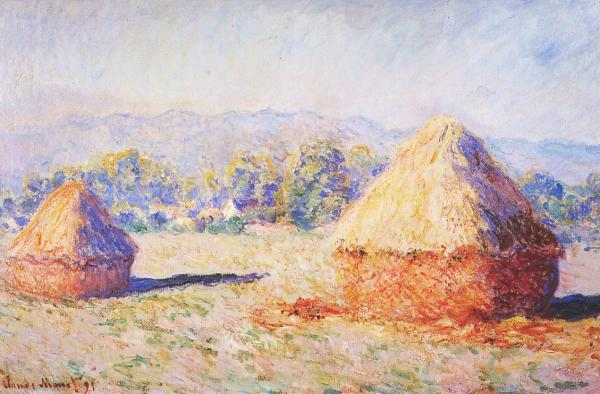
Les Meules à Giverny, por Monet (1890-1901).
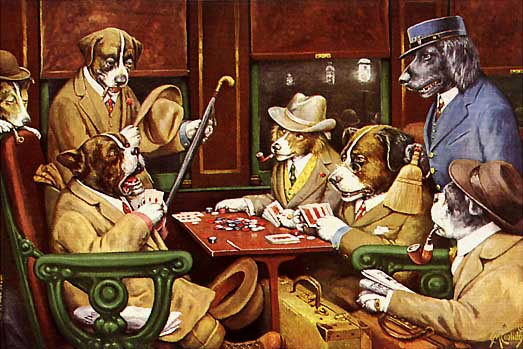
Dogs Playing Poker, por C. M. Coolidge (1894).

## Música
A trilha sonora foi composta por Bill Conti com arranjos de Jack Eskew. Contém variadas peças de jazz que traçam referências com o filme de 1968. Além disto, o filme se encerra com uma reprise da canção "The Windmills of Your Mind", vencedora do Óscar de Melhor Canção Original em 1968, em uma releitura pela banda Sting. Ao longo do filme, foram introduzidos segmentos da canção "Sinnerman", gravada por Nina Simone em 1965. Na maior parte do longa-metragem, a trilha sonora mantém com som de palmas e notas de piano. 

## Recepção

### Performance comercial
O filme arrecadou 69,305,181 milhões de dólares nos Estados Unidos e mais 55 milhões de dólares em outros territórios, totalizando 124,305,181 milhões em todo o mundo; - contra um orçamento de 24 milhões de dólares sendo, portanto, um relativo sucesso comercial.
O filme recebeu críticas positivas, no geral. Com base em 99 avaliações coletadas, o site Rotten Tomatoes concedeu-lhe taxa de aprovação de 70% e pontuação média de 6.4/10.

## Futuro
Uma sequência para o filme têm estado em "inferno do desenvolvimento" desde o início da década de 2000. Em janeiro de 2007, foi divulgado que uma sequência seria realizada com base no filme Topkapi (1964). Em janeiro de 2009, Brosnan afirmou que Paul Verhoeven estaria cotado para dirigir o próximo filme. Em 2010, Verhoeven anunciou sua retirada do projeto por conta das diversas mudanças no roteiro.